# Acta Oncologica
Acta Oncologica es una revista científica médica sobre oncología clínica y disciplinas afines, de las sociedades oncológicas de los países nórdicos, Dinamarca, Finlandia, Islandia, Noruega y Suecia, cuyo redactor jefe es Bengt Glimelius. Son publicados 12 números al año por la multinacional suiza Informa Healthcare, en inglés. 
Acepta artículos de cualquier país, en realidad, más del 50 % no proceden de países nórdicos. Las temáticas comprenden todos los campos y ámbitos de la investigación clínica sobre el cáncer, desde la investigación básica y aplicada, a aspectos psicológicos. Los artículos se refieren a la patología tumoral, la radiofísica, oncología y biología experimental, y epidemiología del cáncer, siempre que tengan un interés o un objetivo clínico. Según los Journal Citation Reports, la revista tuvo en el 2014 un factor de impacto de 2,997.
Además de artículos específicos, regularmente se publican aspectos dentro del campo de la investigación o suplementos especiales.

## Métricas de revista
2022
- Web of Science Group : 4.089
- Índice h de Google Scholar: 119 (2025)
- Scopus: 2.88